# Дубровка (Баскаковське сільське поселення)
Дубровка (рос. Дубровка) — присілок Гагарінського району Смоленської області Росії. Входить до складу Баскаковського сільського поселення. Населення — 2 особи (2007 рік).